# Войсковые обыватели
Войсковые обыватели — сословие в Российской империи, приравнивалось к государственным крестьянам (принадлежали к числу), было образовано в 1765 году.
В 1837 году при основании Министерства государственных имуществ всех войсковых обывателей насчиталось около 400 000 человек.

## История
Войсковые обыватели были потомки людей, служивших в пограничных слободских или украинских («черкасских») и ландмилицских полках, которые набирались из однодворцев, малороссийских казаков и слободских казаков.
Одни из войсковых обывателей, например орловские, тамбовские и тульские, пользовались всеми правами однодворцев.
Для других, например екатеринославских, харьковских, белгородских, воронежских и курских — сохранялись льготы (не все), дарованные слободским казакам Петром Первым. Самое главное — в войсковых селениях, слободах, местечках, городах (кроме нескольких) разрешалось винокурение. Также была разрешена соледобыча, за которой ездили на Тор. Также разрешались другие промыслы (изготовление на продажу различных вещей, продажа продуктов и прочее) — без уплаты налогов.
До 1837 года войсковые обыватели подчинялись военному ведомству, сначала — местным воеводам, затем — особому управлению Военного министерства. Войсковые обыватели по жребию служили в территориальных полках постоянного состава. Полковой состав в мирное время был установлен маленький — 1 000 человек на полк, но зачастую превышался, иногда значительно. Остальные войсковые обыватели призывного возраста, не прошедшие по жребию, периодически проходили учебные сборы. При начале войны полки расширялись по штату военного времени, и в её продолжении по мере надобности получали из мирной губернии в зону боевых действий пополнения из прошедших подготовку в составе маршевых эскадронов.
При основании в 1837 году Министерства государственных имуществ, войсковые обыватели были переданы в гражданское управление.
Наибольшее число войсковых обывателей, в России, было в Екатеринославской и Харьковской губерниях, образовавшихся из слободских полков, затем в Воронежской, Орловской, Тамбовской, Астраханской, Херсонской, Белгородской, Курской, Тульской и Казанской.
В 1837 году всех войсковых обывателей в Российской империи насчитывалось около 400 000 человек.
24 ноября 1866 года был издан закон «О поземельном устройстве государственных крестьян», в соответствии с которым сословие войсковых обывателей упразднялось.